# Falko von Maastricht
Falko war im ersten Drittel des 6. Jahrhunderts Bischof von Tongeren. Er wird in der römisch-katholischen Kirche als Heiliger verehrt.

## Leben
Er ist im Gegensatz zu vielen anderen Bischöfen der Umbruchzeit zwischen dem Untergang des weströmisches Reiches und der Durchsetzung des fränkischen Reiches quellenmäßig fassbar. Sein Episkopat begann zu einem nicht klar fassbaren Zeitpunkt zwischen 458 und 535. Er ist der erste Bischof von Tongeren, dessen Name auf eine germanische Herkunft hindeutet.
Er wird in einem Brief des Remigius von Reims erwähnt. Dabei geht es um einen innerkirchlichen Konflikt. Genau zu datieren sind die Vorgänge nicht. Sie spielten sich jedoch ganz am Anfang von Falkos Zeit als Bischof ab. Für die zeitliche Eingrenzung seines Episkopats steht lediglich fest, dass es vor dem Konzil von Clermont 535 endete. Auf diesem wurde bereits der Nachfolger Domitian von Maastricht genannt. 
Remigius warf Falko vor, die Kirche von Mouzon, die bislang dem Erzbistum Reims unterstand, widerrechtlich in Besitz genommen zu haben. Nach den Äußerungen des Remigius hatte Falko versucht, Mouzon zu einem Unterzentrum seiner Diözese zu machen. Er soll bereits niedere Kleriker berufen, Priester geweiht und den Leiter einer Schule berufen haben. Unterstellt werden sollte die Kirche einem Archidiakon. Die Nennung eines so hohen Funktionsträgers lässt auf ein wichtiges Vorhaben schließen. Die Besetzung mit neuen Klerikern und der fehlenden Hinweis auf vorhandene Geistliche lässt vermuten, dass die Kirche zu diesem Zeitpunkt nicht genutzt wurde. Falko nahm die Einkünfte dieser Kirche in Anspruch. 
Unwahrscheinlich ist, dass diese Ereignisse mit der fränkischen Reichsteilung von 510 zusammenhängen. Eine weitere These geht von der Voraussetzung aus, dass dies im Zusammenhang mit einer Verlegung des Bistumssitzes von Tongern nach Maastricht zu sehen ist. Das Ziel könnte dann gewesen sein, das Bistum stärker an die Gebiete mit einer ungebrochenen romanisch-christlichen Lebensweise anzubinden. Aber auch diese These muss unsicher bleiben. 
Remigius jedenfalls hielt das Verhalten Falkos für so tadelnswert, dass es eine Amtsenthebung rechtfertigen würde. Er hielt ihm aber auch seine Unerfahrenheit zugute. Die von Falko vorgenommenen Weihen verwarf er als rechtswidrig und ließ die Geweihten aus ihren Ämtern entfernen. Auch insgesamt wurde das Ausgreifen Falkos später offenbar rückgängig gemacht.
Er wird in der römisch-katholischen Kirche als Heiliger verehrt. Sein Gedenktag ist der 20. Februar.